# Álvaro Pereira
Álvaro Daniel Pereira Barragán (født 28. november 1985 i Montevideo, Uruguay) er en uruguayansk fodboldspiller, der spiller som wingback hos Cerro Porteño. Han har spillet for klubben siden august 2016. 

## Karriere
Pereira har gennem karrieren spillet for blandt andet Argentinos Juniors i Argentina, Inter i Italien, FC Porto i Portugal samt rumænske CFR Cluj.
Med Cluj vandt Pereira i 2009 den rumænske pokalturnering, og med Porto i 2010 den portugisiske pokalturnering.

## Landshold
Pereira står (pr. april 2018) noteret for 83 kampe og syv scoringer for Uruguays landshold, som han debuterede for den 19. november 2008 i en venskabskamp mod Frankrig. Han var en del af den uruguayanske trup til VM i 2010 i Sydafrika.

## Titler
Rumænsk Pokaltunering
- 2009 med CFR Cluj

Portugisisk Pokaltunering
- 2010 med FC Porto